# Hugo Notario
Hugo César Notario (Posadas, 15 de março de 1980) é um futebolista argentino que atua como atacante. Atualmente está no Guaraní do Paraguai.